# Plagiobryum duthiei
Plagiobryum duthiei là một loài rêu trong họ Bryaceae. Loài này được Hedd. & Harold mô tả khoa học đầu tiên năm 1990.